# Physalis maurelloides
Physalis maurelloides är en potatisväxtart som beskrevs av Diederich Franz Leonhard von Schlechtendal. Physalis maurelloides ingår i släktet lyktörter, och familjen potatisväxter. Inga underarter finns listade i Catalogue of Life.